# صربستان و مونته‌نگرو
جمهوری فدرال یوگسلاوی کشوری در جنوب شرقی اروپا بود که شامل کشورهای امروزی صربستان، مونته‌نگرو وکوزوو می‌شد. این کشور بخشی از کشور یوگسلاوی بود (جمعی از دو کشوری که یوگسلاوی  تشکیل میدادند یعنی صربستان و مونته نگرو) پیشین بود. پایتخت کل این کشور و جمهوری های خود مختار شهر بلگراد بود.

## تاریخ
مردمان این بخش از جهان از نژاد اسلاو بودند. اینان در این گوشه اروپا ساکن شدند و پس از چندی فرمانروایی تزارهای صربستان را ساختند.
عثمانیان در یورش به اروپا واپسین تزار صرب را کشتند و آنگاه تا زمان چیرگی امپراتوری اتریش-مجار این سرزمین در اختیار آنان بود.
پس از جنگ جهانی اول بود این سرزمین با رژیم پادشاهی اعلام استقلال کرد (پادشاهی یوگسلاوی) ولی در سال‌های جنگ جهانی دوم به دست آلمان‌ها افتاد. پس از جنگ نیز به بلوک شرق پیوست و با سرزمین‌های بوسنی و هرزگوین، کرواسی، کوزوو، مقدونیه، اسلوونی و مونته‌نگرو، جمهوری فدرال سوسیالیستی یوگسلاوی را ساختند که پس از فروپاشی شوروی و بلوک شرق از هم پاشید.
پس از فروپاشی اتحاد جماهیر شوروی، جمهوری سوسیالیستی یوگسلاوی هم در جریان جنگ‌های یوگسلاو تجزیه شد (فروپاشی یوگسلاوی) و تنها دو جمهوری صربستان و مونته‌نگرو باقی ماندند که تا سال ۲۰۰۳ با نام جمهوری فدرال یوگسلاوی شناخته می‌شدند. در سال ۲۰۰۳، کشور یوگسلاوی به صربستان و مونته‌نگرو تغییر نام داد. برخی کشورها مانند آمریکا، از سال ۱۹۹۲ به این کشور، صربستان و مونته‌نگرو می‌گفتند.
در ۳۱ مه ۲۰۰۶، همه‌پرسی استقلال در مونته‌نگرو برگزار شد و ۵۵٫۵٪ شرکت‌کنندگان، رأی به استقلال مونته‌نگرو دادند. در ۳ ژوئن ۲۰۰۶، مونته‌نگرو به صورت رسمی اعلام استقلال کرد و بدین ترتیب، باقیماندهٔ یوگسلاوی نیز فروپاشید.